# Tencent
A Tencent Holdings Limited Kína egyik legnagyobb technológiai vállalata, a BAT néven ismert hármas (Baidu, Alibaba, Tencent) egyike. Fő profilja a közösségi és üzenetküldő alkalmazások, ezért az amerikai Facebook kínai megfelelőjeként is említik.

## Tevékenysége
A Tencent tevékenységének három pillérét az online játékok, a közösségi média és az online hirdetések alkotják.
Az általa működtetett két nagy üzenetküldő alkalmazás, a QQ és a WeChat 2019 elején összesen mintegy 1,8 milliárd felhasználóval rendelkezik. Előbbi több funkcióval is bír (hírportál, zene- és játékközpont, webáruház, blogszolgáltató), az Alexa rangsora szerint 2019 elején a világ 6. leglátogatottabb weboldala. Utóbbi pedig fizetési szolgáltatásként is működik.
A Tencent Games 2003-as alapításához képest 2018-ra a világ legnagyobb videójáték-cégévé vált. Saját online játékok fejlesztése mellett játékok honosításával is foglalkozik, de más kiadókban is részesedést szerzett. 2019 elején érdekeltségébe tartozik a Riot Games (100%-os tulajdonrész), a Supercell (84,3%), a Grinding Gear Games (80%), a Miniclip (többségi tulajdon), résztulajdonosa az Epic Games-nek (48%), az Activision Blizzardnak (csaknem 25%) és az Ubisoftnak (5%).
Fentieken túl a Tencent felhőszolgáltatást (Tencent Weiyun), internetböngészőt (Tencent Traveler), online video- és zeneszolgáltatást (Tencent Video, Tencent Music, JOOX) és mikroblogplatformot (Tencent Weibo) is kínál. A Tencent Pictures filmprodukciós cég.
7,5 százalékos részesedéssel rendelkezik a Spotify-ban, 42%-kal pedig a Sogou keresőben, mely a négy legnagyobb kínai kereső egyike. 20%-os tulajdonosa a JD.com webáruháznak.
A kínai kormányzat által 2017-ben bejelentett Következő Generációs Mesterséges Intelligencia Fejlesztési Terv megvalósításában a számítógépes látásért felelős.